# L'Art de péter

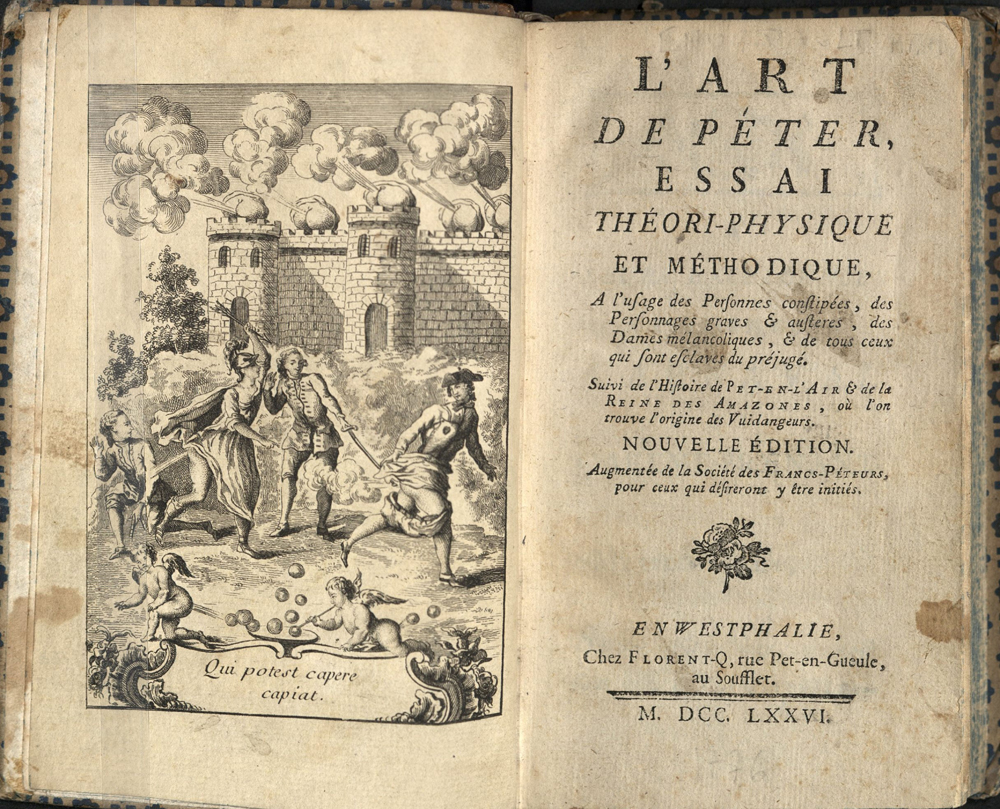
L'Art de péter (En Westphalie, Chez Florent-Q, rue Pet-en-Gueule, au Soufflet, MDCCLXXVI).

L'Art de péter est un essai humoristique pseudo-médical de Pierre Thomas Nicolas Hurtaut, publié de manière anonyme en 1751. Le livre est sous-titré Essai théori-physique et méthodique à l’usage des personnes constipées, des personnes graves et austères, des dames mélancoliques et de tous ceux qui restent esclaves du préjugé.

## Éditions
- L'Art de péter, Paris, Éditions Louis Pariente, 1988  (ISBN 2-902474-50-4)
- L'Art de péter, préface de Franck Évrard, Paris, Maison du dictionnaire, 2007
- L'Art de péter, préface d'Antoine de Baecque, Paris, Payot, coll. « Petite Bibliothèque Payot », 2011 (1re éd. 2006)  (ISBN 9782228906708)
- L'Art de péter, Paris, Éditions Points, 2011  (ISBN 978-2-7578-2195-4)